# Peoria Javelinas
Die Peoria Javelinas sind ein Baseballteam, das in der West Division der Arizona Fall League spielt. Das Team wurde im Jahr 1992 gegründet. Sie spielen ihre Heimspiele im Peoria Sports Complex in Peoria, Arizona, der ein Trainingsort für die San Diego Padres und die Seattle Mariners ist.

## Namhafte Spieler
- Nate Freiman, First Baseman für die Oakland Athletics
- Max Fried, Pitcher für die Atlanta Braves
- Jason Giambi, First Baseman für die Cleveland Indians
- Didi Gregorius, Shortstop für die New York Yankees
- Todd Helton, First Baseman für die Colorado Rockies
- Kenley Jansen, Pitcher für die Los Angeles Dodgers
- Jason Kipnis, Second Baseman für die Cleveland Indians
- Ryan Lavarnway, Catcher für die Baltimore Orioles
- Kevin Quackenbush, Pitcher für die Cincinnati Reds
- Mike Scioscia, Manager der Los Angeles Angels
- Dustin Ackley, Second Baseman und Outfielder für die Los Angeles Angels
- Ronald Acuña, Outfielder für die Atlanta Braves